# Betel, Fornåsa
Betel, Fornåsa är en kyrkobyggnad i Fornåsa. Kyrkan tillhör Betelförsamlingen, Fornåsa som var ansluten till Helgelseförbundet.

## Historik
Kyrkan började byggas 1974 och invigdes 21 september 1975.

## Instrument
I kyrkan finns en elorgel med två manualer och pedal.